# Паркачев, Лев Михайлович
Лев Михайлович Паркачев (11 мая 1964, Шумихинский — 18 февраля 1990) — советский самбист, бронзовый призёр первенства СССР 1983 года среди юниоров, победитель (1987) и бронзовый призёр (1985, 1986) призёр розыгрышей Кубка СССР, серебряный призёр чемпионата СССР 1986 года, серебряный призёр летней Спартакиады народов СССР 1986 года, победитель Кубка мира 1987 года, мастер спорта СССР международного класса (30.6.1986). Выступал в полулёгкой весовой категории (до 57 кг). В 1987 году был признан спортсменом года Пермской области.
Мариец. Брат Леонид также занимался самбо, имел спортивное звание мастера спорта СССР.
В Перми проводится ежегодный турнир по самбо памяти Паркачева.

## Всесоюзные соревнования
- Кубок СССР по самбо 1985 — ;
- Кубок СССР по самбо 1986 — ;
- Кубок СССР по самбо 1987 — ;
- Чемпионат СССР по самбо 1986 — ;
- Самбо на летней Спартакиаде народов СССР 1986 года — ;